# Rivolta valacca
La rivolta valacca del 1821 è stata l’insurrezione iniziata nei Principati danubiani dal contadino nobilitato Tudor Vladimirescu. Vladimirescu, insieme al suo esercito irregolare di contadini (panduri), fu al centro di questa rivolta insieme a Alessandro Ypsilanti, comandante dell’Eteria.
Il principale obiettivo del movimento era l’abolizione del sistema fanariota e la sostituzione dei boiardi fanarioti con regnanti locali. I rivoltosi furono però sconfitti e Vladimirescu fu ucciso dall'Eteria.

## Contesto internazionale
Con la fine delle guerre napoleoniche nel 1815 i grandi poteri monarchici -  Impero austriaco, Regno di Prussia, Impero russo - presero la decisione di formare una coalizione con l'intenzione di prevenire futuri movimenti rivoluzionari. L’imperatore di Russia, Alessandro I, entrò a far parte di questa coalizione che prese il nome di Santa Alleanza ma continuò a sostenere, di nascosto, i movimenti d’indipendenza  dei cristiani ortodossi greci (Eteria) e serbi contro l'Impero ottomano.

## Il sistema fanariota nei Principati danubiani
Nei Principati danubiani, l’Impero ottomano aveva imposto all’inizio del XVIII secolo la sostituzione dei boiardi locali con quelli greci provenienti dal quartiere di Fener a Istanbul, chiamati quindi fanarioti.
L'Impero assegnava questi incarichi ai propri dragomanni, che avevano familiarità con la politica ottomana e che potevano fare da collegamento tra gli ottomani e la popolazione soggiogata. Il boiardo nominato si recava quindi alle capitali dei due Principati rumeni, Iasi o Bucarest, avendo di regola solo una minima conoscenza della lingua e dei costumi locali.
Durante il periodo fanariota, nei due principati furono nominati complessivamente 31 boiardi provenienti da 11 famiglie diverse. I boiardi più ricchi offrivano grandi somme di denaro alla Porta per restare nella loro posizione di potere.
Fin dall’inizio, l’amministrazione fanariota impose politiche fiscali gravose per soddisfare sia le esigenze crescenti dell'Impero ottomano sia l'interesse personale dei boiardi. Il sistema, estremamente corrotto, non ospitava funzionari pubblici meritevoli: i voivodi mettevano in asta le posizioni a loro subordinate per riscuotere il necessario per coprire le spese e, allo stesso tempo, ottenere il maggior profitto possibile. Allo stesso tempo, la politica interna dei Principati fu totalmente ellenizzata sia nella struttura che nella mentalità e si trasformò in uno strumento di oppressione.
Gli effetti di tale sistema furono tremendamente distruttivi. All’inizio dell’Ottocento, a causa dello sfruttamento continuo, le condizioni di vita erano diventate estremamente precarie, con gli abitanti dei villaggi "ridotti all'estremo limite della più terribile miseria".
Gli abusi da parte del governo fanariota fecero sì che molti vedessero come unica soluzione eliminare il sistema usando la forza. Tutto ciò venne notato dalle ambasciate straniere in Valacchia e Moldavia, i cui consoli segnalarono l’atmosfera tesa nei Principati. Il console francese annotò nel 1816 che "il popolo prevede maggiori benefici da una rivoluzione che credono sia imminente" mentre il console britannico aggiunse che "non c'è al mondo un popolo più oppresso da un governo dispotico e più schiacciato da obblighi e doveri monetari dei contadini di Moldavia e Valacchia”. L'intera popolazione condivideva un sentimento di paura comune, della quale Ienăchiță Văcărescu scrisse "lotto contro la sfortuna...fino al collo nei tormenti...cercando di trovare una via d'uscita...ma mi sento incapace"
Di conseguenza, tutte le classi sociali rumene – con l’eccezione di una minoranza aristocratica – erano interessate a un cambiamento che avrebbe limitato l’interferenza ottomana negli affari interni della Valacchia e della Moldavia.

## Tudor Vladimirescu e i primi progetti per la rivolta

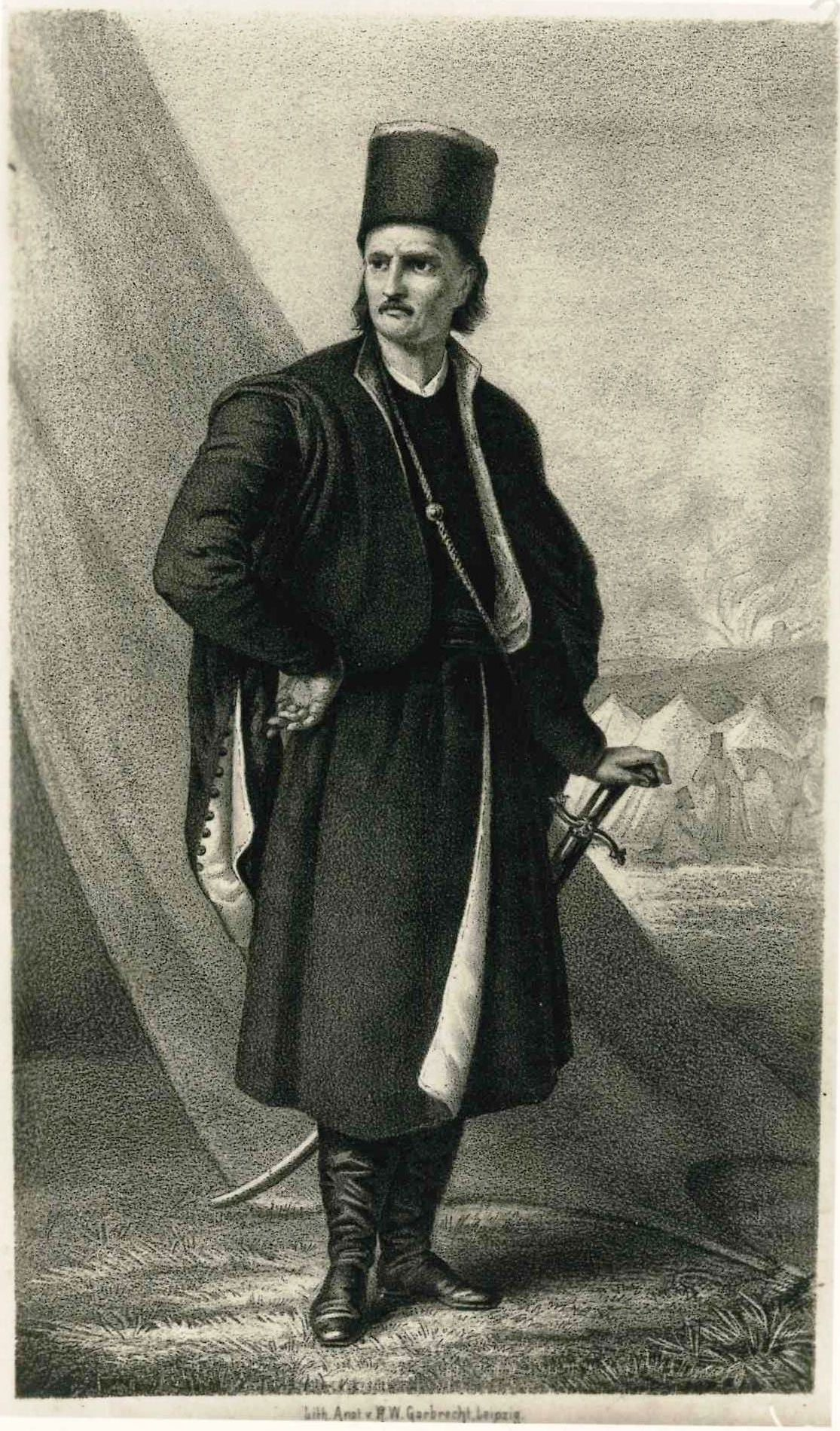
Tudor Vladimirescu, ritratto da Theodor Aman

Nato in una famiglia di contadini, Tudor Vladimirescu lavorò come inserviente presso dei boiardi da cui imparò gli usi, costumi e obbiettivi dei proprietari terrieri. Si arruolò nell’esercito e combatté nella guerra russo-turca negli anni 1806-1812, partecipando alle battaglie sul Danubio contro i turchi come comandante dei panduri. Per il suo coraggio, fu decorato con l’ordine di San Vladimiro e accolto nell’esercito imperiale, dove gli furono promesse protezione ed immunità penale sia ai sensi della legislazione valacca che ottomana. Ciò porto in seguito Vladimirescu a pensare di avere il sostegno imperiale russo nel corso della rivolta nel 1821. Dopo la fine del conflitto russo-ottomano con il Trattato di Bucarest, comunque, Vladimirescu tornò ad essere inserviente.
Nel 1820, Vladimirescu arrivò a Bucarest. Lì cominciò a partecipare alle riunioni segrete degli eteristi, dove fu messo in contatto con Ypsilanti. Vladimirescu approfittò della sua esperienza militare e della sua reputazione con i panduri per associare le sue idee rivoluzionarie agli obbiettivi simili degli eteristi. Furono proprio gli eteristi a mandare Vladimirescu in viaggio per il paese fino a Padeș per riscuotere denaro per i loro piani.
L’obbiettivo principale perseguito da Vladimirescu era quello di togliere i contadini dallo stato di miseria nella quale si trovavano e rimuovere gli abusi dell’amministrazione e dei boiardi. All’inizio, si ribellò sia contro i boiardi fanarioti che contro quelli rumeni, il suo movimento essendo più di carattere sociale che nazionale. Solo dopo il suo arrivo nella capitale fu convinto dell’esistenza di boiardi patrioti e cambiò la natura della sua rivolta, chiedendo solo la destituzione dei boiardi fanarioti.

## Il programma di Vladimirescu per la rivoluzione
Gli obiettivi della rivoluzione furono registrati in diversi documenti a partire dalla 
Proclamazione di  Pades del 23 gennaio, la Lettera alla Sublime Porta del 4 febbraio 1821, le Proclamazioni del 16/28  marzo, il secondo "arzmagzar" alla Porta del 27 marzo/8 aprile e altre lettere e dichiarazioni di  Vladimirescu. In uno dei documenti, Vladimirescu esprime il suo disdegno per il governo dicendo "guardate che distruzione ci ha causato l'incapacità dei padroni del nostro paese! Che Dio li punisca!".
Tutti i documenti avanzavano richieste di fondazione di un nuovo ordine sociale e politico insieme all’acquisizione di un maggiore stato di indipendenza. I principali punti del programma della rivoluzione erano:  
- rimuovere i boiardi fanarioti e sostituirli con “locali o patrioti”;
- abolire i privilegi delle classi superiori;
- ricostituire l’Esercito Nazionale permanentemente;
- rinunciare alle dogane interne e ridurre le tasse doganali d’importazione ed esportazione;
- reclutare i funzionari pubblici in base ai meriti;
- rendere l’istruzione obbligatoria e gratuita a tutte le classi sociali.

## La rivolta

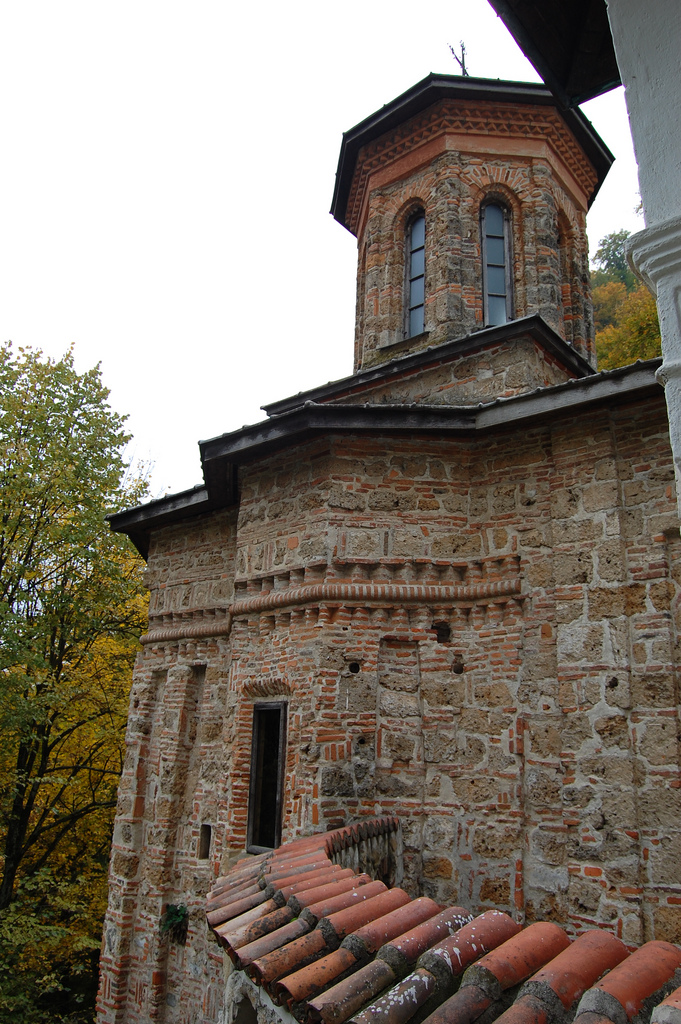
La sede originale dei panduri,il monastero di Tismana

Vladimirescu aveva il sostegno della maggioranza ma sapeva di avere all’opposizione la grande nobiltà. Per proteggersi contro quest’ultima, ma anche per prevedere la forza militare necessaria alla difesa del paese, si affrettò a garantire la riorganizzazione dell'Esercito Nazionale e a creare un’alleanza insieme agli ideatori dei movimenti anti-fanarioti e ad Alessandro Ypsilanti, il comandante dell’Eteria.
Il momento opportuno per iniziare la rivolta si presentò all’inizio dell'anno 1821 quando morì il boiardo fanariota Alexandru Suțu e fu creato un comitato amministrativo di funzionari locali per gestire gli affari del paese dopo la morte del sovrano. L’Oltenia aveva le migliori condizioni per l’inizio della  rivoluzione dato che Vladimirescu aveva preparato in anticipo un’intera rete di unità e luoghi fortificati in modo da essere ascoltato quando avesse chiamato la gente a radunarsi a Padeș e a seguirlo in battaglia.
Così, il 23 gennaio 1821, al Monastero di Tismana, Vladimirescu si presentò al pubblico e dichiarò che il popolo armato sarebbe stato chiamato l’Assemblea del popolo e che "le loro azioni saranno giustificate dalla  volontà di Dio e dell’onnipotente imperatore affinché i suoi sudditi vivessero bene". Accanto a lui, Ypsilanti insieme agli eteristi, dichiarò di voler portare pace e sicurezza al popolo e proteggerlo nel caso di un intervento da parte degli ottomani.
Vladimirescu trascorse il mese di febbraio a Țânțăreni, da dove continuò a prendere provvedimenti per fortificare i monasteri di Oltenia e a selezionare uomini degni per il suo esercito.
Nel frattempo, l'Eteria perse il sostegno russo ma attraversò il Danubio, dirigendosi lentamente nella capitale, sperando che un intervento da parte dei turchi provocasse comunque il coinvolgimento della Russia. Dato che Vladimirescu contava su un esito favorevole, lasciò Țânțăreni per raggiungere la capitale prima di Ypsilanti. Il 21 marzo 1821, entrò nella  capitale e garantì alla grande nobiltà che la sua rivolta era diretta contro il potere fanariota e non contro l’Impero. Il 23 marzo, i boiardi patrioti concessero a Vladimirescu di esercitare dominio temporaneo sopra la capitale. Il 28 marzo l’esercito di Ypsilanti si avvicinò alle periferie della capitale dove, il 30 marzo, avvenne l’incontro con Vladimirescu nel quale si evidenziò la discordanza tra gli  obiettivi dei due comandanti.
I due raggiunsero un accordo secondo il quale le contee settentrionali sarebbero passate sotto l'autorità di Ypsilanti e l’Oltenia e le contee pianeggianti sotto l'autorità di Vladimirescu. Cotroceni rimase la sede di Vladimirescu e Ypsilanti si insediò a Târgoviște. A breve, Vladimirescu decise di interrompere la collaborazione con l’Eteria e, allo stesso tempo, rifiutò la richiesta ottomana di combattere contro Ypsilanti. Risorsero differenze preoccupanti tra i contadini e i boiardi, e ciò portò la Sublime Porta a intervenire nel maggio del 1821.

## La fine della rivolta

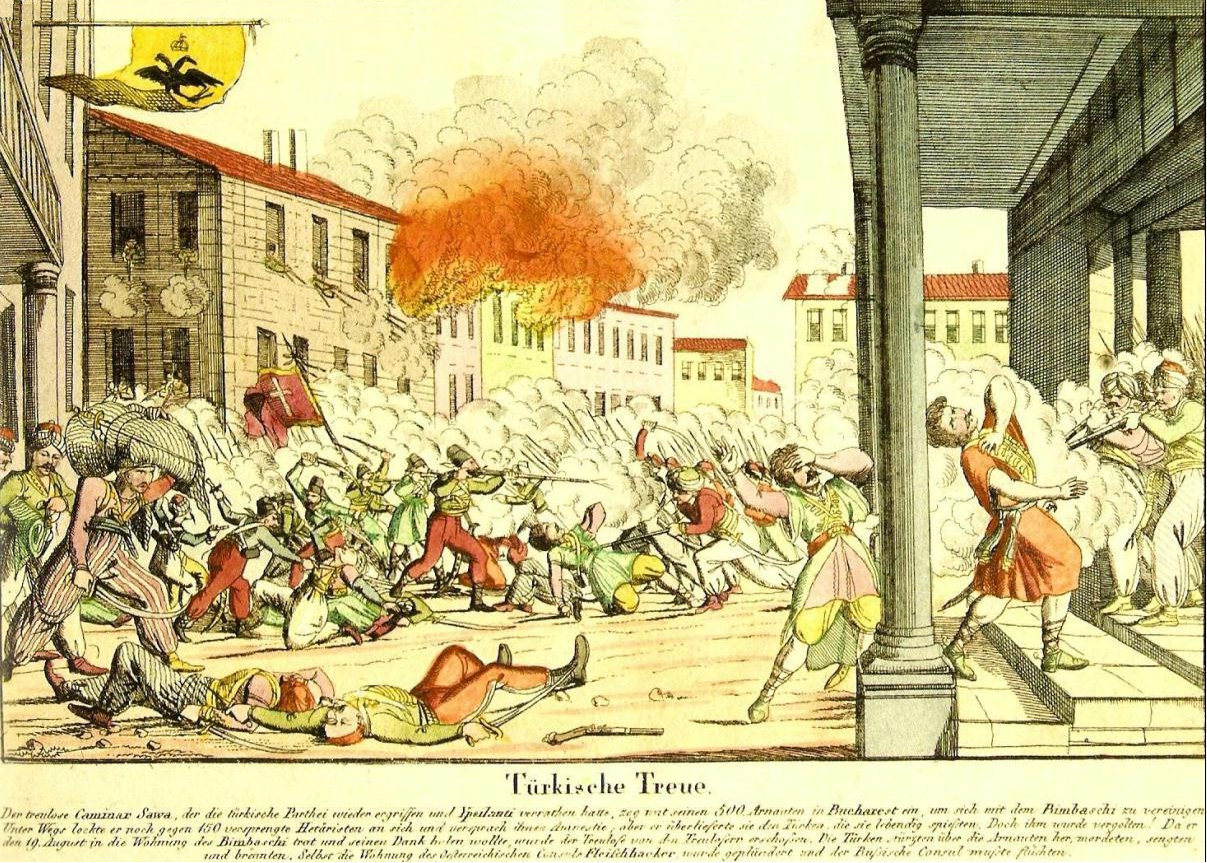
Battaglia a Bucarest tra gli eteristi e gli ottomani

A maggio, le forze ottomane entrarono nei Principati e Vladimirescu decise di ritirarsi in Oltenia, che era fortificata e pronta a resistere. I reggimenti ottomani erano più numerosi e lo scontro sarebbe accaduto in condizioni sfavorevoli, quindi il 15 maggio, Vladimirescu si ritirò dalla capitale. Questo atto fu interpretato come un’infedeltà all'alleanza da parte degli eteristi, che ordinrono un complotto contro Vladimirescu. Il 18 maggio, a Golesti, gli eteristi lo arrestarono e uccisero uno dei suoi giovani capitani, Ioan Urdăreanu. Dopo aver sepolto Urdăreanu e aver  provveduto a una simulazione di processo, gli eteristi assassinarono Vladimirescu nella notte tra il 20 e il 21 maggio, accanto a Târgoviște.  
Dopo la morte del comandante, i panduri si separarono, anche se avevano sconfitto diverse unità militari ottomane. A giugno anche gli eteristi furono sconfitti e Ypsilanti fuggì in Transilvania.

## Conseguenze
Anche se la rivolta valacca del 1821 non andò a buon fine, inaugurò comunque le rivoluzioni rumene moderne che portarono alla rinascita nazionale, determinò l’abolizione degli elementi fanarioti nel governo dei Principati e creò le premesse per il crollo dell'intero vecchio regime. Fu quindi la prima tappa in un percorso che portò all’emancipazione e all’indipendenza portate dalla Rivoluzione rumena del 1848.
Tra le conseguenze più immediate, nel 1822, un comitato rappresentativo fu mandato alla Sublime  Porta con richieste come l’istituzione di boiardi locali in funzione di amministrazione e organizzazione pubblica. I primi boiardi locali furono Ioniță Sandu-Sturza in Moldavia e Grigorie Dimitrie Ghica in  Valacchia. Poco tempo dopo, gli ottomani furono obbligati a ritirare le loro truppe dai Principati.
Nel 1829, attraverso il Trattato di Adrianopoli, i Principati di Moldavia e Valacchia diventarono autonomi ma rimasero sotto il potere sovrano turco, mentre la Russia procedette a un’occupazione militare.
In Valacchia (nel 1831) e in Moldavia (nel 1832) fu poi istituito un Regolamento Organico che fungeva da vera e propria costituzione.